# Romanizace (kultura)

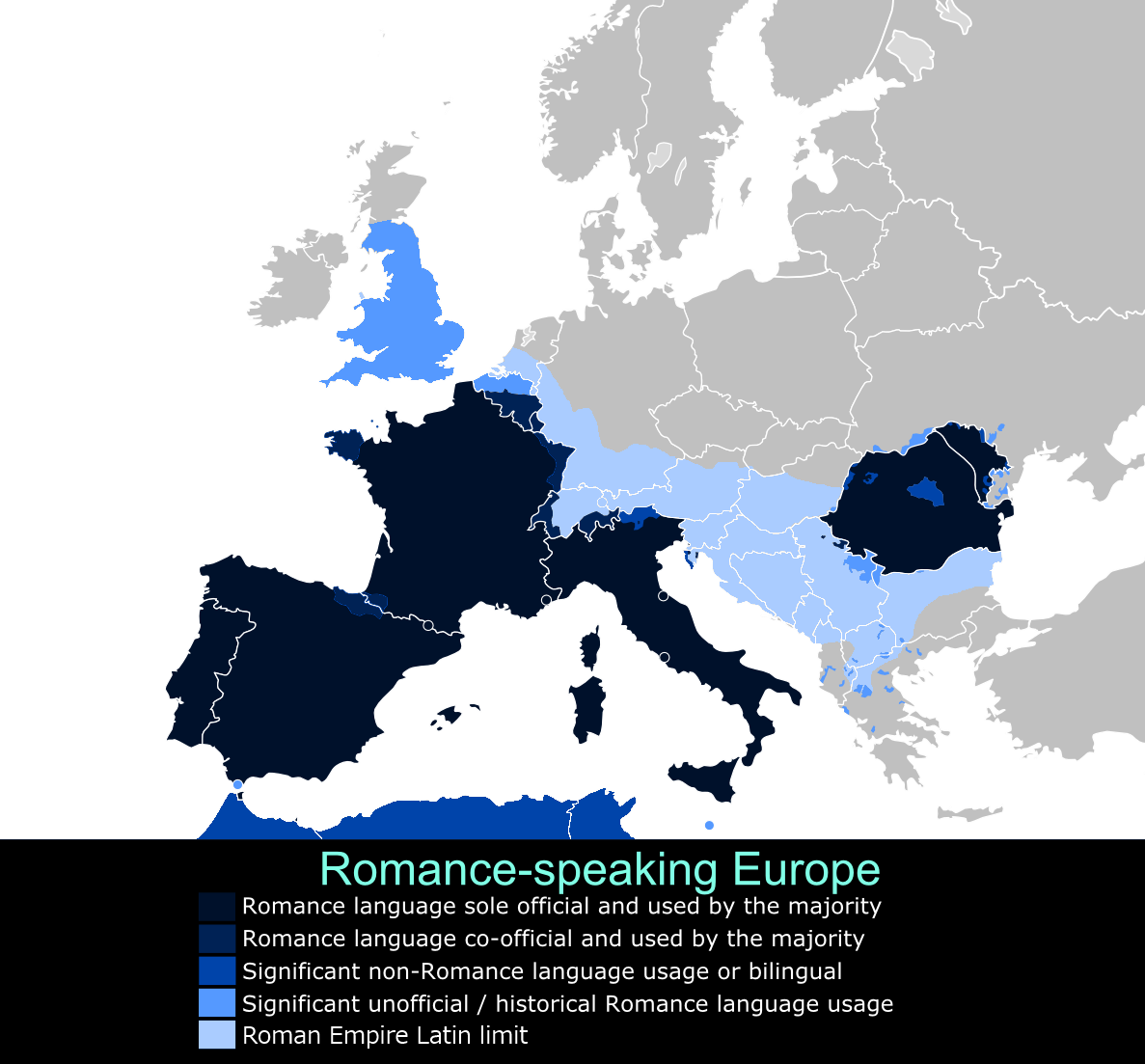
Státy s romanskými jazyky

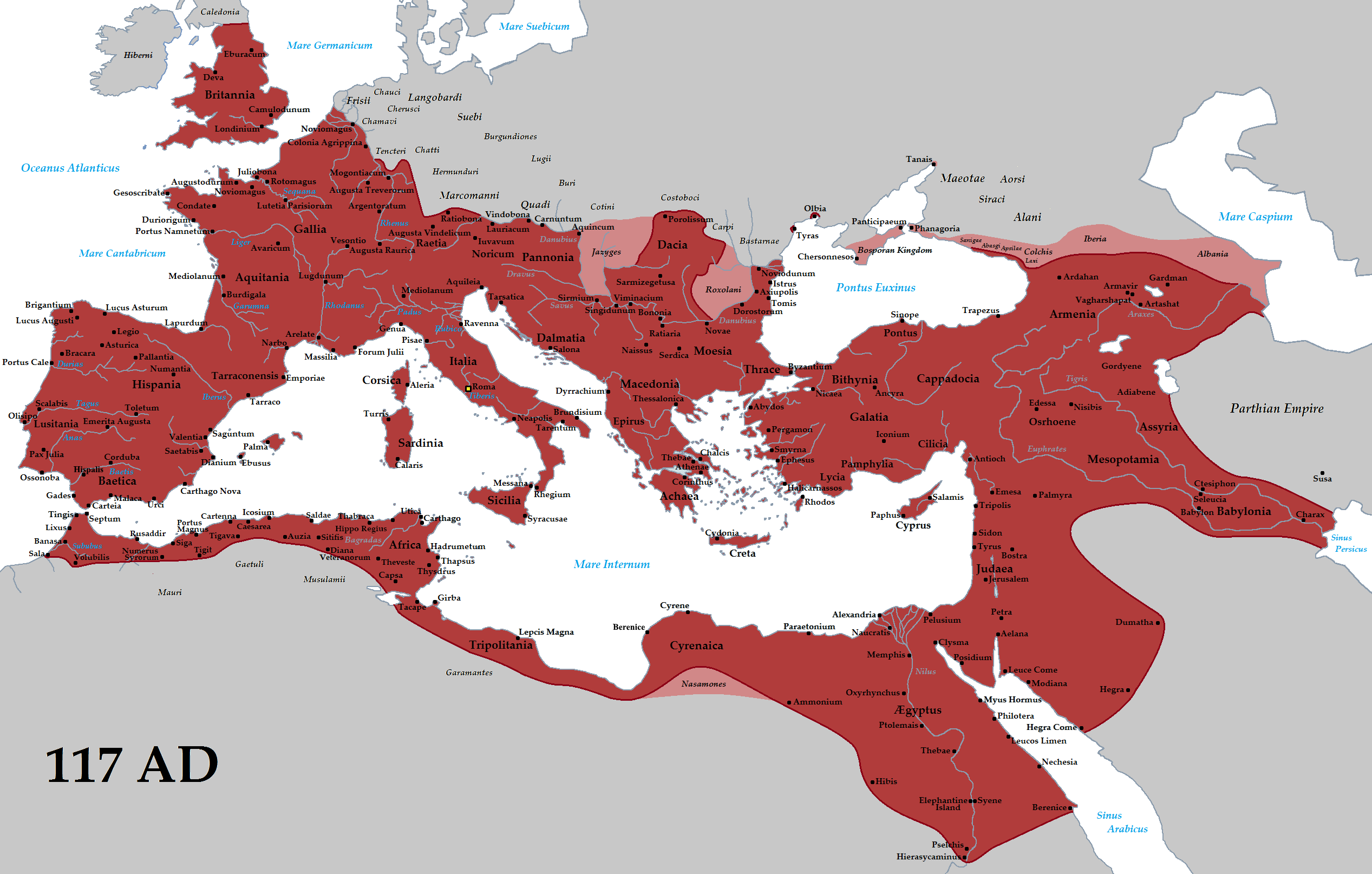
Římská říše za vlády Trajána v roce 117

Romanizace byl proces postupného převládání římského vlivu v západní polovině Evropy, především na území podmaněném samotnými Římany, na němž zakládali římské provincie. Na tomto území původní obyvatelé přijímali latinský jazyk a jeho prostřednictvím i římskou kulturu.
Latinský jazyk postupně potlačoval původní většinou germánské a keltské jazyky, zároveň s nimi se šířila i římská kultura a římské náboženství. Romanizaci šířili samotní Římané (vojáci, úředníci, obchodníci, řemeslníci a kolonisté).
Horní vrstvy barbarské společnosti romanizaci spíše vítaly, protože pomocí romanizace se chtěly kulturně vyrovnat daleko vyspělejšímu starověkému Římu. Z těchto důvodů mnohdy opouštěli vlastní kulturu. I nižší společenské vrstvy barbarské společnosti byly ovlivněny římským způsobem života. Během raného císařství představovalo získání římského občanství jeden ze silných impulzů romanizačního procesu. Přes snahu původních obyvatel se co nejrychleji zapojit mezi římské obyvatelstvo si některé národy zachovali své zvyky a tradice.

## Vliv římských legií na romanizaci barbarika
Zakládáním táborů římských legií v Galii a Germánii za vlády císaře Augusta se začala šířit romanizace do barbarika. Tyto opevněné opěrné body se staly zárodkem měst. V barbariku tak vznikala předsunutá strážní postavení. Tyto tábory zajišťovaly bezpečnost římské říše a podmaněného území, sloužily k dalším výbojům, popřípadě k likvidaci vzpour Galů a Germánů. Pro zaopatření legionářů bylo potřeba vystavět zázemí, kde se především uplatňovalo místní obyvatelstvo neřímského původu.
Nejdůležitější tábory římských legií z nichž se vyvinula města:
- Colonia Claudia Ara Agrippinensium (Kolín nad Rýnem)
- Augusta Treverorum (Trevír)
- Mogontiacum (Mohuč)
- Castra Vetera (Xanten)
- Aquae Mattiacorum (Wiesbaden)
- Castra Regina (Řezno)